# Artabasdos
Artabasdos, död efter 743, var kejsardömet Bysans monark 741-743.